# Samsung Galaxy M12
El Samsung Galaxy M12 (o Samsung Galaxy F12) es un teléfono inteligente de doble SIM fabricado por Samsung en Vietnam, parte de la serie Samsung Galaxy M (o F).

## Características

### Hardware
El Galaxy M12 es un smartphone con factor de forma de tipo slate, cuyas dimensiones son 164 × 75,9 × 9,7 mm, pesando 221 gramos.
El dispositivo está equipado con conectividad GSM, HSPA, LTE, Wi-Fi 802.11 b/g/n con soporte para Wi-Fi Direct y hotspot, NFC (solo versión europea), Bluetooth 5.0 con A2DP y LE, GPS con A-GPS, GALILEO, GLONASS y BeiDou. Tiene un puerto Type-C 2.0 y una entrada jack de audio de 3,5 mm.
Cuenta con una pantalla táctil capacitiva PLS TFT de 6,5 pulgadas en diagonal con una relación de aspecto de 20:9, frecuencia de actualización de 90 Hz, esquinas redondeadas y resolución HD+ de 720 × 1600 píxeles (densidad de 270 píxeles por pulgada). El marco lateral y la parte trasera están hechos de plástico.
Tiene una batería de polímero de litio de 6000 mAh (5000 mAh en Europa) no extraíble por el usuario. Admite carga rápida de 15W.
Su chipset es un Samsung Exynos 850. Tiene una memoria interna del tipo eMMC 5.1, la cual es de 32, 64 o 128 GB, mientras que la RAM, del tipo LPDDR4X, es de 3, 4 o 6 GB (según la variante elegida).
La cámara trasera tiene cuatro sensores, uno de 48 megapíxeles, uno de 5 MP f/2.2 ultra gran angular, uno de 2 MP f/2.4 de profundidad y uno de 2 MP f/2.4 macro, está equipado con autofoco, modo HDR y Flash LED, capaz de grabar vídeo Full HD a 30 fotogramas por segundo, mientras que la cámara frontal, tipo Infinity-V, es de 8 megapíxeles, con grabación de vídeo HDR y Full HD a 30 fps.
El Galaxy F12 se diferencia del Galaxy M12 solamente en el corte de memoria, que es de solo 4 GB de RAM acompañados de 62/128 GB de memoria interna.

### Software
El sistema operativo utilizado es Android 11. Tiene una interfaz de usuario One UI Core 3.1.
A partir del 11 de julio de 2022, el Galaxy M12 comenzará a recibir Android 12 con One UI Core 4.1.

## Marketing
El Galaxy M12 se presentó el 5 de febrero de 2021 en Vietnam. En India, las ventas comienzan el 18 de marzo siguiente. En el 19 de abril de 2021, también salió a la venta en Europa.
El Galaxy F12 fue presentado el 5 de abril de 2021. Salió a la venta en India a partir del 12 de abril.